# 羅馬無軌電車
羅馬無軌電車系統（義大利語：Rete filoviaria di Roma）是義大利羅馬的公共交通網絡的一部分。自2005年開始營運，目前系統由3條路線組成，分別是60、74和90線。
在1937年至1972年期間，羅馬曾擁有更具規模的無軌電車系統，是當時義大利最大的無軌電車系統，也是歐洲最大的系統之一。

## 路線
- 60 Express：Largo Pugliese ↔ 威尼斯廣場
- 74：勞倫提納站 ↔ Fonte Laurentina
- 90 Express：特米尼車站 ↔ Largo F. Labia